# 里奇代爾 (密蘇里州)
里奇代爾（英語：Ridgedale）是位於美國密蘇里州托尼縣的非建制地區。

## 歷史
里奇代爾的郵局自1912年營運至今。

## 地理
里奇代爾所處的海拔為高於海平面425米（即1394英呎），而該地所採用的時區為UTC-6，即北美中部時區（CST）。同時該地設有夏令時間，為UTC-6調快一小時，即UTC-5（CDT）。